# Stana Anželj
Stana Anželj, slovenska prevajalka, * 1984.
Dobila je priznanje za mladega prevajalca (Slovenski knjižni sejem 2011).